# 1197 Rhodesia
1197 Rhodesia è un asteroide della fascia principale del diametro medio di circa 47,5 km. Scoperto nel 1931, presenta un'orbita caratterizzata da un semiasse maggiore pari a 2,8800472 UA e da un'eccentricità di 0,2369223, inclinata di 12,95737° rispetto all'eclittica.
Il suo nome fa riferimento alla Rhodesia, l'attuale stato dello Zimbabwe, in Africa.